# Dragon (Empire russe)
Pour les articles homonymes, voir Dragon.
Les dragons (en russe : драгун), combattants à pieds, mais se déplaçant à cheval, sont apparus en Russie en 1631, sous le règne de Michel Ier de Russie. Rapidement, les dragons comptent 11 000 hommes sous le règne d'Alexis Ier, mais c'est sous le règne de Pierre le Grand qu'ils sont organisés de façon moderne. Les dragons, comme dans les autres pays européens, sont assimilés à la cavalerie légère au XIXe siècle et ne combattent plus à pied. Il y avait plus d'une vingtaine de régiments de dragons en 1914.

## Historique
Michel Ier fonde le premier régiment de dragons, qui est réservé aux étrangers, en 1631. Il est cantonné à Smolensk l'année suivante. Par la suite, il est formé aussi de Russes et de convertis tatars. D'autres régiments sont créés. Il y avait 11 000 dragons à la fin du règne d'Alexis Ier. Ils étaient armés de mousquets, d'épées, de bardiches et de courtes piques.

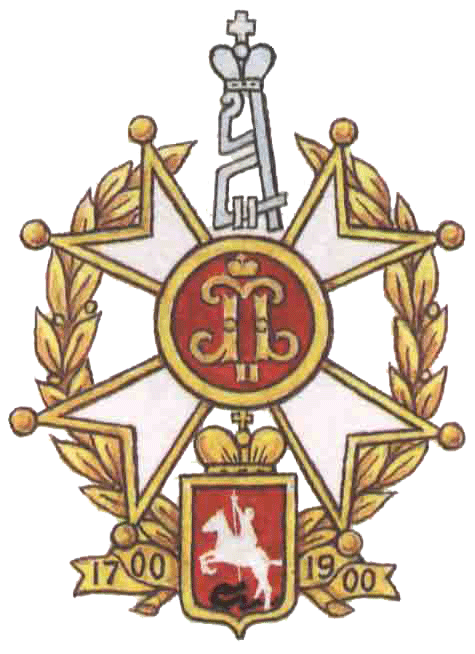
Insigne de poitrine du 1er régiment des dragons de la garde de Moscou créé par Pierre le Grand en 1700 (dissous en 1918)

Pierre le Grand modernise leur structure et porte le nombre des régiments à trente-trois et crée en plus à Moscou et à Saint-Pétersbourg, ainsi que dans certaines grandes villes, des régiments de dragons de police qui furent supprimés en 1811.
En 1825, il n'y avait plus que dix-huit régiments de dragons. Nicolas Ier décide de la formation en 1833 du 2e corps de cavalerie de réserve, composé de huit régiments de dragons et de deux escadrons de lanciers, cependant la réforme la plus importante a lieu en 1856, au début du règne d'Alexandre II, lorsque les régiments de dragons sont répartis dans des divisions de cavalerie.
En 1882, tous les régiments de hussards et d'uhlans sont renommés en régiments de dragons. Le nombre des régiments de dragons s'élève donc à cinquante, y compris deux régiments de dragons de la Garde impériale.
Nicolas II par décrets des 6 et 18 décembre 1907 restaure l'existence des uhlans et des hussards, dans le but de rehausser le prestige de l'armée impériale, mis à mal depuis la Guerre russo-japonaise. Cette mesure est effective à partir du 10 janvier 1908. Cependant leur uniforme est devenu pratiquement identique à part quelques détails de l'uniforme de cérémonie.

## Liste des régiments de dragons en 1914

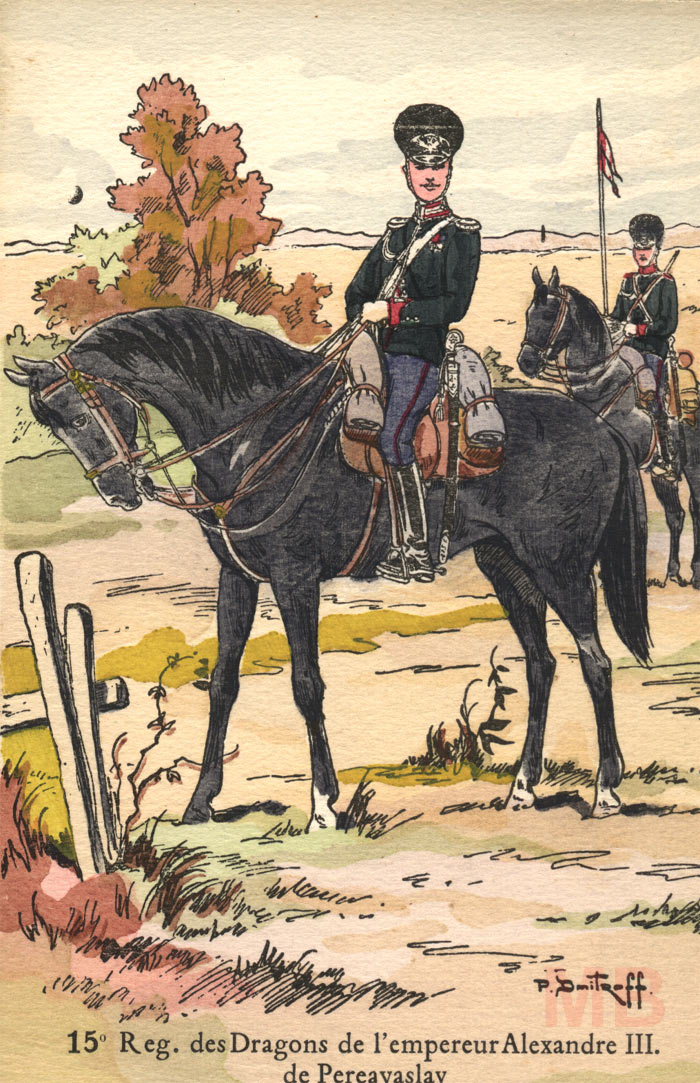
Dragons de Pereïaslav de l'empereur Alexandre III.

En plus du prestigieux régiment des dragons de la garde, les dragons se répartissaient en 1914 dans les régiments suivants:
- 1er régiment de dragons de la garde de Moscou de l'Empereur Pierre le Grand (Moskovsky)
- 2e régiment de dragons de la garde de Pskov de Sa Majesté Impériale Marie Féodorovna (Pskovsky)
- 3e régiment de dragons de Novorossiïsk de Son Altesse Impériale Hélène Vladimirovna (Novorossiïsky)
- 4e régiment de dragons de Novotroïtsko-Ekaterinoslav du feldmarschall-général le prince Potemkine
- 5e régiment de dragons de Kargopol
- 6e régiment de dragons de Gloukhov de l'Impératrice Catherine la Grande
- 7e régiment de dragons de Kinbourn
- 8e régiment de dragons d'Astrakhan du feldmarschall-général le grand-duc Nicolas Nikolaïevitch
- 9e régiment de dragons de Kazan de Son Altesse Impériale la grande-duchesse Marie Nikolaïevna
- 10e régiment de dragons de Novgorod du roi de Wurtemberg
- 11e régiment de dragons de Riga
- 12e régiment de dragons de Starodoub
- 13e régiment de dragons de l'Ordre militaire du feldmarschall-général le comte Minikh
- 14e régiment de dragons de Petite Russie du prince héritier d'Allemagne et de Prusse
- 15e régiment des dragons de Pereïaslav de l'Empereur Alexandre III
- 16e régiment de dragons de Tver de Son Altesse Impériale le tsarévitch
- 17e régiment des dragons de Nije gorod de Sa Majesté
- 18e régiment de dragons de Seversk du roi Christian IX de Danemark
- 19e régiment de dragons d'Arkhangelogorod
- 20e régiment de dragons de Finlande
- Régiment de dragons de Primorié

## Source
- (ru) Cet article est partiellement ou en totalité issu de l’article de Wikipédia en russe intitulé « Дракун » (voir la liste des auteurs).